# Create Music Group
Create Music Group – amerykańska wytwórnia muzyczna. Siedziba firmy znajduje się w Los Angeles w Kalifornii.
Wytwórnia zdobyła swój pierwszy numer jeden na liście Billboard Hot 100 z raperem 6ix9ine i raperką Nicki Minaj w singlu „Trollz”.

## Historia
W 2018 roku Create Music Group ogłosiła uruchomienie swojego działu wydawnictw muzycznych wraz z podpisaniem umowy z raperem 6ix9ine.
Po uruchomieniu działu wydawniczego Create Music Group dystrybuowało album rapera 6ix9ine Dummy Boy.